# Gutshaus Kemlitz

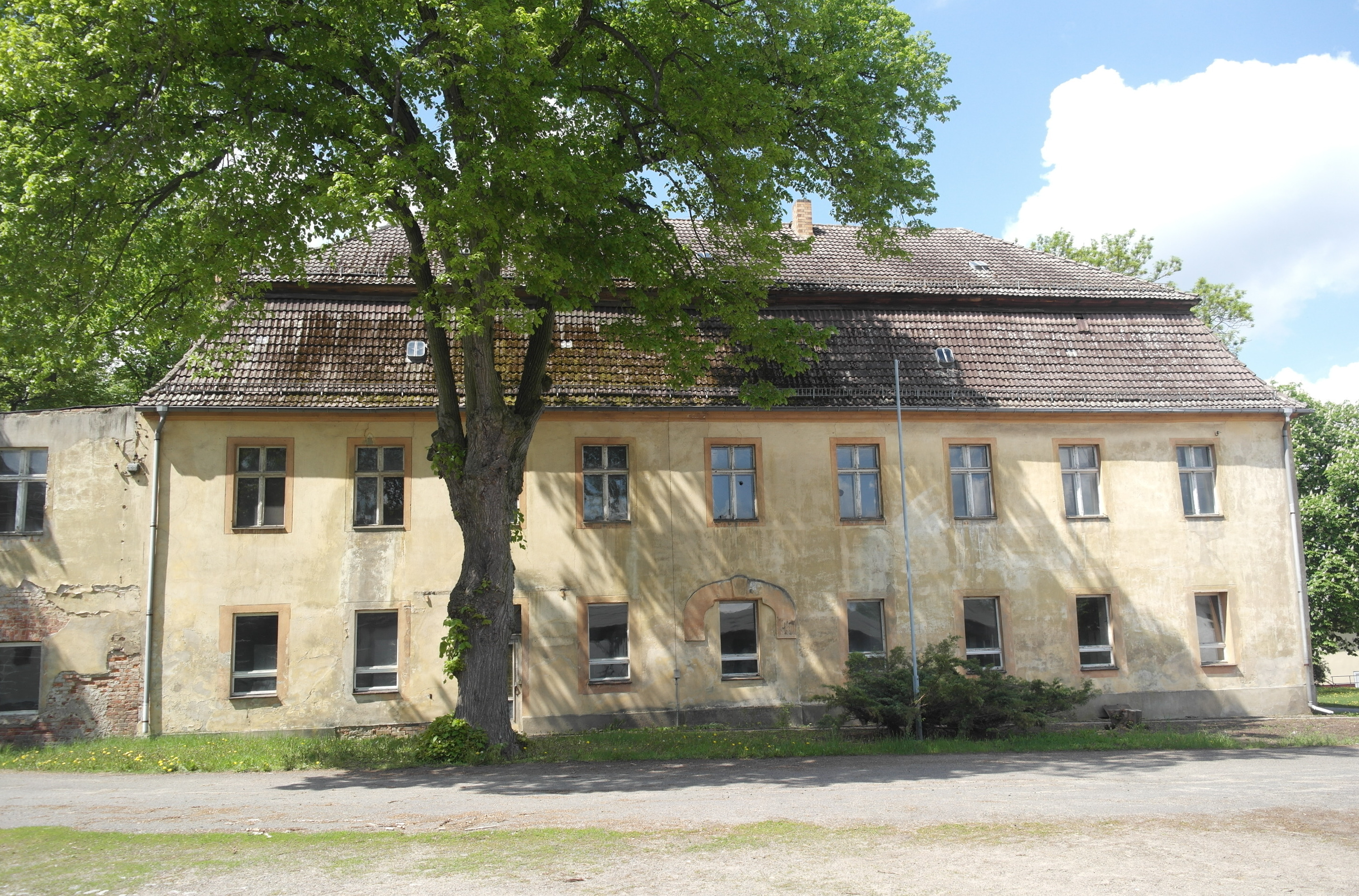
Gutshaus Kemlitz

Das Gutshaus Kemlitz ist ein denkmalgeschütztes Herrenhaus in Kemlitz, einem Ortsteil der Stadt Dahme/Mark im Landkreis Teltow-Fläming im Land Brandenburg.

## Lage
Die Bundesstraße 102 führt als Neue Chaussee von Westen kommend in östlicher Richtung durch den Ort. Von ihr zweigt die Straße Am Gut nach Süden hin ab und erschließt das Gutshaus. Südöstlich steht am Dorfweg die Dorfkirche Kemlitz.

## Geschichte
Das Gebäude entstand in der ersten Hälfte des 18. Jahrhunderts unter dem Einbezug eines vermutlich aus der Zeit der Renaissance entstandenen Kernbaus. Zu dieser Zeit war der Ort im Besitz der Familie von Falcke. Aus dem Jahr 1719 existiert ein Lehnsbrief, der Caspar Christoph von Falcke als Eigentümer bestätigte. Georg Christof von Falke wird im Jahre 1755 nochmals für die Familie mit einem Lehnbrief ausgestattet. Ein weiterer Umbau fand vermutlich in der Zeit nach 1860 statt, als das Gut in den Besitz derer von Schlieben gelangte. Sie ließen das Treppenhaus in den rückwärtigen Turm verlegen und im Süden einen zweigeschossigen Anbau errichten. Auf der Rückseite entstand eine Loggia; die Fassade erhielt einen einheitlichen Putz.
Das Gebäude wird im 21. Jahrhundert von der Arbeiterwohlfahrt genutzt.

## Baubeschreibung

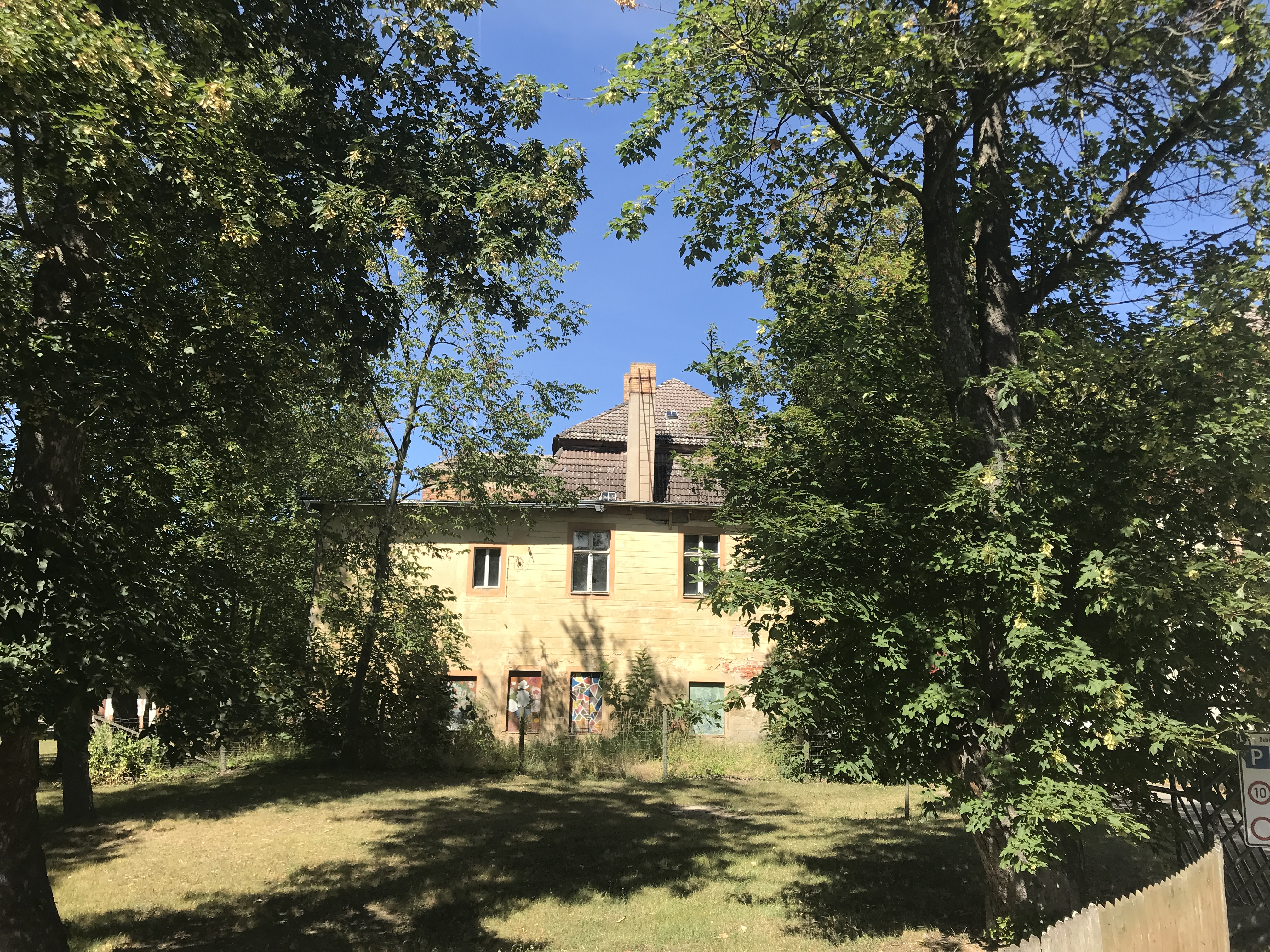
Ansicht von Süden

Das Bauwerk besteht aus zwei Geschossen und neun Achsen. An der Hofseite befand sich ursprünglich der Eingang, der im Jahr 2020 nur noch durch einen Portalbogen mit einem Schlussstein erkennbar ist. Im gesamten Gebäude wurden schlichte und hochrechteckige Fenster verbaut. An der Parkseite befindet sich ausmittig nach Norden versetzt ein Turm mit segmentbogenförmigen Fenstern sowie die Loggia. Im Süden befindet sich ein ebenfalls rechteckiger Anbau mit gedrückt-segmentbogenförmigen Portalen, die im Jahr 2006 bereits zugesetzt waren. Im übrigen Anbau wurden ebenfalls hochrechteckige, schlichte Fenster verbaut. Das Bauwerk trägt ein Mansarddach. Hiltrud und Carsten Preuß schlagen bei der Bewertung des Bauwerks in ihrem Werk Die Guts- und Herrenhäuser im Landkreis Teltow-Fläming einen Bogen zu italienischen Villen, die um die Mitte des 19. Jahrhunderts im Potsdamer Umland entstanden und, so Hiltrud und Carsten Preuß, die „Italiensehnsucht der Zeit zum Ausdruck brachten“.
Der Gutspark ist nur noch in Ansätzen erhalten.

## Rittergut im 19. und 20. Jahrhundert
Seit dem Ende des 19. Jahrhunderts liegen durch die dann fast regelmäßig amtlich publizierten Güteradressbücher für Preußen und die Provinz Brandenburg die faktischen Daten des Gutsbesitzes vor. Kemlitz ist ein kreistagsfahiges Rittergut, der Eigentümer oder der Besitzer hat ein Anrecht auf einen Sitz im Kreistag. 1879 umfasst der Besitz von 1016,38 ha, davon 597 ha Wald. Eigentümer war vormals Hauptmann Otto von Schlieben (1830–1866), respektive dann sein Sohn Friedrich von Schlieben (1865–1925), ebenfalls Offizier a. D. und Ehrenritter des Johanniterordens. Sein Wappen findet Aufnahme im Wappensaal des Schlosses Lübben 1915. Ihm folgt dann bis zur Volljährigkeit des Sohnes Hans-Egon die Ehefrau Hildegard, auch eine geborene von Schlieben-Linie Sänitz-Reicherskreuz (1887–1947), auf Kemlitz mit weiterhin 1016 ha Land. Frau von Schlieben heiratet in zweiter Ehe den Landwirt Wilhelm Stockfisch, Verwalter des Gutes ist Emil Wetzel. Betrieben wird hauptsächlich eine große Schafswirtschaft, auch wird Spiritus hergestellt. 1938 wird nach wie vor Hildegard von Schlieben-Stockfisch als Gutsherrin geführt, als Forstverwalter Alfred Richter, im Ort leben insgesamt 270 Einwohner.